# ليمور بني سانفورد
ليمور بني سانفورد أو ليمور سانفورد (الاسم العلمي: Eulemur sanfordi)، نوع من الرئيسيات التي تتبع جنس الليمور الحقيقي وفصيلة الليموريات. موطنه في مدغشقر.